# Constanze Oehlrich

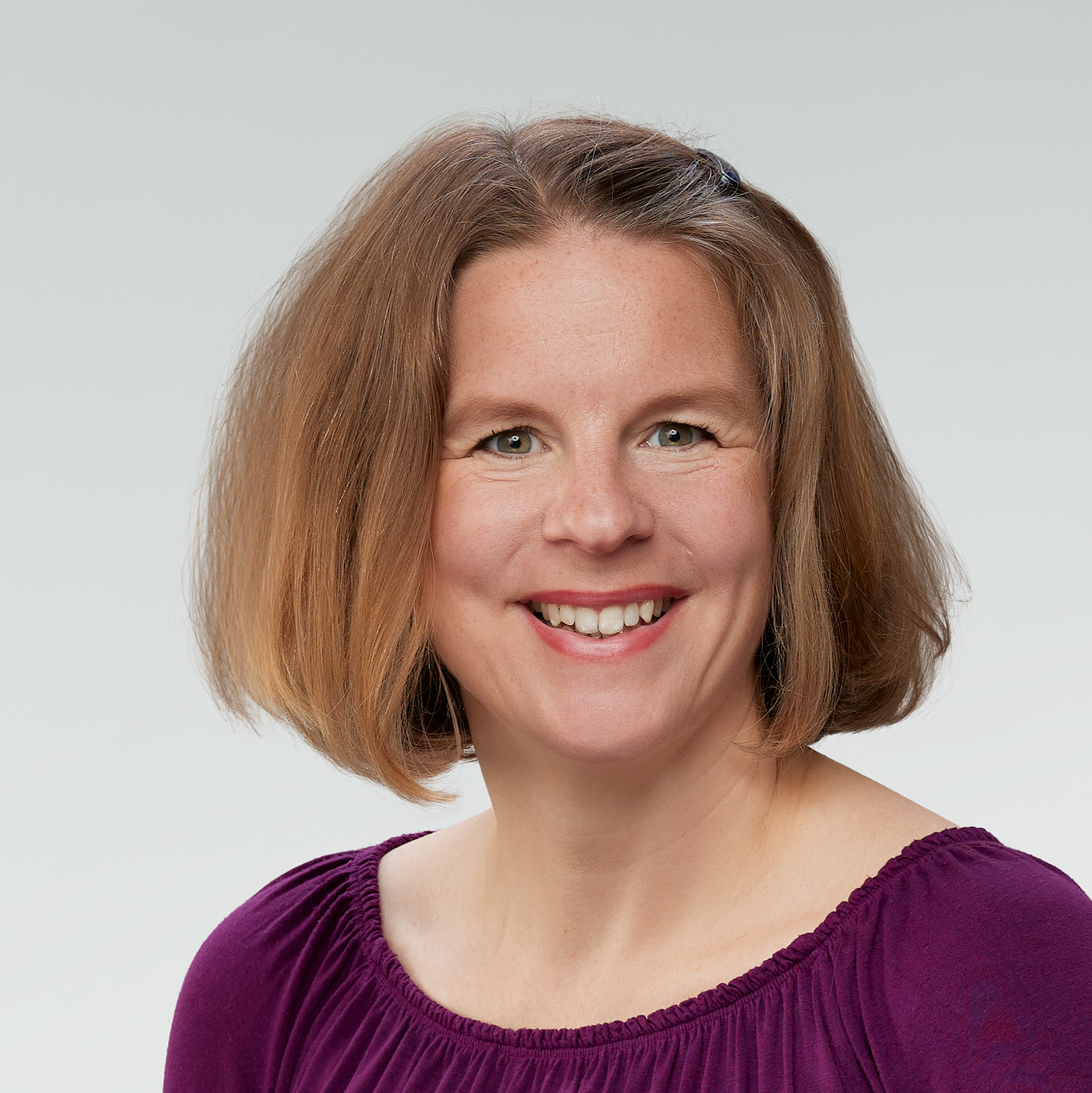
Constanze Oehlrich

Constanze Oehlrich (* 11. Juni 1975 in Bonn) ist eine deutsche Politikerin (Bündnis 90/Die Grünen). Sie ist seit 2021 Mitglied des Landtags Mecklenburg-Vorpommern und seit 2024 Vorsitzende der dortigen Grünen-Fraktion.

## Leben
Sie studierte Politikwissenschaft und Rechtswissenschaft in Bonn, Paris und Berlin. In Kambodscha arbeitete sie am internationalen Rote-Khmer-Tribunal. Ab 2012 war sie in Schwerin für die Fraktion von Bündnis 90/Die Grünen im Landtag Mecklenburg-Vorpommern als Referentin für Innen-, Europa- und Rechtspolitik tätig. 2016 bis 2021 war sie Referentin für europäischen und internationalen Datenschutz beim Landesbeauftragten für Datenschutz und Informationsfreiheit.

## Politik
Constanze Oehlrich ist seit dem Jahr 2013 Mitglied von Bündnis 90/Die Grünen.
Bei der Landtagswahl in Mecklenburg-Vorpommern 2021 trat sie im Landtagswahlkreis Schwerin I als Direktkandidatin an. Sie verpasste das Direktmandat bei einem Ergebnis von 8,2 % der Erststimmen, zog aber über Platz 3 der Landesliste von Bündnis 90/Die Grünen in den 8. Landtag Mecklenburg-Vorpommern ein.
Seit April 2024 ist Oehrlich Fraktionsvorsitzende. Zuvor war sie Parlamentarische Geschäftsführerin der Landtagsfraktion Bündnis 90/Die Grünen. Oehrlich ist fachpolitische Sprecherin für Justiz, Innenpolitik und Sicherheit, Rechtsextremismus, Verwaltung und Öffentlicher Dienst, Datenschutz und Netzpolitik, Bürger*innenbeteiligung und demokratische Teilhabe sowie Verbraucher*innenschutz.
Oehlrich ist Mitglied im Landtagsausschuss für Justiz, Gleichstellung, Verbraucherschutz und Verfassung sowie im Ausschuss für Innen, Bau und Digitalisierung. Des Weiteren ist sie Mitglied im Parlamentarischen Untersuchungsausschuss "NSU II/Rechtsextremismus" und stellvertretendes Mitglied im Parlamentarischen Untersuchungsausschuss "Nord Stream 2/Klimastiftung".